# IC 1498
IC 1498 — галактика типу Sa (спіральна галактика) у сузір'ї Водолій.
Цей об'єкт міститься в оригінальній редакції індексного каталогу.